# タラタンニン
タラタンニン（英: Tara tannin）とは、カエサルピニアスピノサのつける豆のさやから抽出されるポリフェノール成分。

## 概要
ペルーの固有種であるカエサルピニアスピノサの豆のさやから抽出され、自動車、家具の塗装や革製品の鞣しに利用される 。タラタンニンで鞣された皮製品は鞣した革は銀面のきめが細かく、柔軟な革となる。原産国のペルーでは医薬品としても利用されており、扁桃腺の腫れや胃薬として用いられている。

## 白髪に対する効果
筑波大学と民間企業からなるグループが、タラタンニンの発毛およびメラニン産生を強く促進することを効果を発見し、2017年10月にカナダのケベック州モントリオールで開催されたポリフェノール関連国際会議で発表した。